# Lombo Santa
Lombo Santa es una localidad caboverdiana del municipio de Ribeira Grande.

## Geografía
La localidad está situada en la isla de Santo Antão.

## Organización territorial
La localidad abarca los lugares y barrios de:
- Chã de Belinha
- Dongonha
- Ladeira de Garça
- Lombinho Branco
- Lombo Santa
- Losnas de Ribeira Grande